# 黄畋
黄畋（1934年7月—2017年5月29日），女，上海人，中国皮肤科专家，曾任中国农工民主党中央委员会常务委员，大连市政协副主席，第八、九届全国人大代表。